# Robert John McClory

Wappen von Robert John McClory

Robert John McClory (* 10. Oktober 1963 in Detroit) ist ein US-amerikanischer Geistlicher und römisch-katholischer Bischof von Gary.

## Leben
Robert John McClory studierte zunächst an der Oakland University, wo er 1985 einen Bachelorabschluss in Politik- und Kommunikationswissenschaft erwarb. 1987 erwarb er an der Columbia University in New York City einen Master in öffentlicher Verwaltung und Wirtschaftsentwicklung. 1991 wurde er an der University of Michigan in Rechtswissenschaften promoviert. Bis 1994 war er anschließend in einer Anwaltskanzlei tätig und trat dann in das Priesterseminar ein. 1995 ging er als Seminarist des Päpstlichen Nordamerika-Kollegs nach Rom und studierte an der Päpstlichen Universität Gregoriana. Die Diakonenweihe empfing er am 8. Oktober 1998 im Petersdom durch Kurienkardinal Edmund Casimir Szoka. Am 22. Mai des folgenden Jahres empfing er in der Kathedrale von Detroit durch Erzbischof Adam Joseph Kardinal Maida das Sakrament der Priesterweihe für das Erzbistum Detroit.
Nach weiteren Studien erwarb er im Jahr 2000 das Lizenziat in Kanonischem Recht an der Päpstlichen Universität Heiliger Thomas von Aquin. Nach seiner Rückkehr war er neben verschiedenen Aufgaben in der Pfarrseelsorge von 2002 bis 2003 Sekretär von Adam Joseph Kardinal Maida und anschließend bis 2009 Kanzler der Diözesankurie. Von 2009 bis 2018 war er Generalvikar des Erzbistums Detroit. Von 2001 bis zu seiner Ernennung zum Bischof war er Richter am Metropolitangericht und seit 2002 lehrte er Kanonisches Recht am Detroiter Priesterseminar. Von 2011 bis 2017 war er Beobachter für die Region VI der Bischofskonferenz der Vereinigten Staaten, die die Bundesstaaten Ohio und Michigan umfasst. Er gehörte dem Konsultorenkollegium des Erzbistums Detroit an und war von 2017 bis 2019 Rektor des Nationalheiligtums Shrine of the Little Flower in Royal Oak.
Am 26. November 2019 ernannte ihn Papst Franziskus zum Bischof von Gary. Die Bischofsweihe spendete ihm der Erzbischof von Indianapolis, Charles Coleman Thompson, am 11. Februar des folgenden Jahres. Mitkonsekratoren waren der Erzbischof von Detroit, Allen Vigneron, und der emeritierte Bischof von Gary, Dale Joseph Melczek.